# Emina Bektas
Emina Bektas (ur. 30 marca 1993) – amerykańska tenisistka pochodzenia bośniackiego.

## Kariera tenisowa
W 2016 roku zadebiutowała w imprezie wielkoszlemowej podczas turnieju US Open w grze mieszanej. Startując w parze z Evanem Kingiem odpadła w pierwszej rundzie.
W swojej karierze zwyciężyła w ośmiu singlowych i dwudziestu sześciu deblowych turniejach rangi ITF. Najwyżej w rankingu WTA była sklasyfikowana na 82. miejscu w singlu (6 listopada 2023) oraz 78. w deblu (11 lipca 2022).
W zawodach cyklu WTA Tour Amerykanka osiągnęła jeden finał w grze podwójnej. W sezonie 2022 razem ze swoją żoną Tarą Moore uległy 6:4, 4:6, 9–11 Astrze Sharmie i Aldili Sutjiadi w meczu o tytuł w Bogocie.

## Finały turniejów WTA
| Legenda                   | Legenda |
| ------------------------- | ------- |
| Wielki Szlem              |         |
| Igrzyska olimpijskie      |         |
| WTA Tour Championships    |         |
| od 2021                   |         |
| WTA 1000 (obowiązkowe)    |         |
| WTA 1000 (nieobowiązkowe) |         |
| WTA 500                   |         |
| WTA 250                   |         |
| WTA 125                   |         |

### Gra podwójna 1 (0–1)
| Końcowy wynik | Nr | Data            | Turniej | Nawierzchnia | Partnerka  | Przeciwniczki                | Wynik finału   |
| ------------- | -- | --------------- | ------- | ------------ | ---------- | ---------------------------- | -------------- |
| Finalistka    | 1. | 9 kwietnia 2022 | Bogota  | Ceglana      | Tara Moore | Astra Sharma Aldila Sutjiadi | 6:4, 4:6, 9–11 |

## Finały turniejów WTA 125

### Gra pojedyncza 1 (1–0)
| Końcowy wynik | Nr | Data                 | Turniej | Nawierzchnia | Przeciwniczka | Wynik finału     |
| ------------- | -- | -------------------- | ------- | ------------ | ------------- | ---------------- |
| Zwyciężczyni  | 1. | 29 października 2023 | Tampico | Twarda       | Anna Kalinska | 6:3, 3:6, 7:6(3) |

## Wygrane turnieje rangi ITF
| turnieje z pulą nagród 100 000 $ (W100) |
| turnieje z pulą nagród 80 000 $ (W80)   |
| turnieje z pulą nagród 60 000 $ (W75)   |
| turnieje z pulą nagród 40 000 $ (W50)   |
| turnieje z pulą nagród 25 000 $ (W35)   |
| turnieje z pulą nagród 15 000 $ (W15)   |
| turnieje z pulą nagród 10 000 $         |

### Gra pojedyncza
|    | Data       | Turniej     | ($)    | Naw.      | Finalistka         | Wynik            |
| 1. | 21/07/2013 | Evansville  | 10 000 | twarda    | Brooke Austin      | 4:6, 6:4, 6:3    |
| 2. | 09/10/2016 | Meksyk      | 10 000 | twarda    | Victoria Rodríguez | 6:3, 6:1         |
| 3. | 24/09/2017 | Albuquerque | 80 000 | twarda    | Maria Sanchez      | 6:4, 6:2         |
| 4. | 10/10/2021 | Las Vegas   | 60 000 | twarda    | Yuriko Miyazaki    | 6:1, 6:1         |
| 5. | 20/11/2022 | Funchal     | 25 000 | twarda    | Ashley Lahey       | 2:6, 6:3, 6:2    |
| 6. | 12/03/2023 | Pretoria    | 25 000 | twarda    | Lina Glushko       | 3:6, 6:3, 7:6(6) |
| 7. | 21/05/2023 | Kurume      | 60 000 | trawiasta | Ma Yexin           | 7:5, 5:7, 6:1    |
| 8. | 19/05/2024 | Kurume      | 60 000 | dywanowa  | Arina Rodionowa    | 7:6(1), 3:6, 6:3 |

### Gra podwójna
|     | Data       | Turniej       | ($)    | Naw.    | Partnerka          | Finalistki                                 | Wynik             |
| 1.  | 21/07/2013 | Evansville    | 10 000 | twarda  | Brooke Bolender    | Denise Muresan Jacqueline Wu               | 6:3, 6:4          |
| 2.  | 31/01/2016 | Saint-Martin  | 10 000 | twarda  | Alexa Bortles      | Alexandra Morozova Keren Shlomo            | 6:4, 6:2          |
| 3.  | 08/05/2016 | Antalya       | 10 000 | twarda  | Sarah Lee          | Ayla Aksu Julia Stamatowa                  | 6:0, 6:3          |
| 4.  | 18/09/2016 | Lubbock       | 25 000 | twarda  | Catherine Harrison | Ema Burgić Bucko Renata Zarazúa            | 6:3, 6:4          |
| 5.  | 02/10/2016 | Stillwater    | 25 000 | twarda  | Ronit Yurovsky     | Giuliana Olmos Nazari Urbina               | 6:4, 6:7(6), 10–6 |
| 6.  | 09/10/2016 | Meksyk        | 10 000 | twarda  | Jessica Wacnik     | Alexia Coutiño Castillo Victoria Rodríguez | 6:3, 6:4          |
| 7.  | 12/03/2017 | Orlando       | 15 000 | ceglana | Sanaz Marand       | Chiara Scholl Marcela Zacarías             | 6:1, 6:3          |
| 8.  | 16/04/2017 | Pelham        | 25 000 | ceglana | Sanaz Marand       | Amanda Carreras Tena Lukas                 | walkower          |
| 9.  | 23/04/2017 | Dothan        | 60 000 | ceglana | Sanaz Marand       | Kristie Ahn Lizette Cabrera                | 6:3, 1:6, 10–2    |
| 10. | 07/05/2017 | Charleston    | 60 000 | ceglana | Alexa Guarachi     | Kaitlyn Christian Sabrina Santamaria       | 5:7, 6:3, 10–5    |
| 11. | 14/05/2017 | Naples        | 25 000 | ceglana | Sanaz Marand       | Danielle Collins Taylor Townsend           | 7:6(1), 6:1       |
| 12. | 21/05/2017 | Naples        | 25 000 | ceglana | Alexa Guarachi     | Sophie Chang Ulrikke Eikeri                | 6:3, 6:1          |
| 13. | 02/07/2017 | Auburn        | 25 000 | twarda  | Alexa Guarachi     | Ellen Perez Luisa Stefani                  | 4:6, 6:4, 10–5    |
| 14. | 15/09/2019 | Redding       | 25 000 | twarda  | Tara Moore         | Catherine Harrison Paige Hourigan          | 6:3, 6:1          |
| 15. | 20/10/2017 | Florence      | 25 000 | twarda  | Tara Moore         | Olivia Tjandramulia Marcela Zacarias       | 7:5, 6:4          |
| 16. | 31/01/2021 | Rome          | 60 000 | twarda  | Tara Moore         | Wolha Hawarcowa Jovana Jović               | 5:7, 6:2, 10–8    |
| 17. | 21/02/2021 | Orlando       | 25 000 | twarda  | Tara Moore         | Conny Perrin Camila Osorio                 | 7:5, 2:6, 10–5    |
| 18. | 04/04/2021 | Dubaj         | 25 000 | twarda  | Tara Moore         | Berfu Cengiz İpek Öz                       | 7:5, 4:6, 10–7    |
| 19. | 13/06/2021 | Santo Domingo | 25 000 | twarda  | Quinn Gleason      | Kelly Williford Ana Carmen Zamburek        | 7:5, 6:4          |
| 20. | 20/06/2021 | Sumter        | 25 000 | twarda  | Catherine Harrison | Paige Hourigan Aldila Sutjiadi             | 7:5, 6:4          |
| 21. | 08/01/2022 | Traralgon     | 60 000 | twarda  | Tara Moore         | Catherine Harrison Aldila Sutjiadi         | 0:6, 7:6(1), 10–8 |